# Línguas de Trindade e Tobago
Trindade e Tobago tem o inglês e o espanhol como suas línguas oficiais. Também são faladas várias outras línguas no país, como línguas crioulas de bases inglesa e francesa e o hindi.

## Línguas europeias

### Inglês
O inglês é uma das línguas oficiais do país e é falado na variedade padrão local que é conhecida como inglês de Trindade, ou mais corretamente, inglês de Trindade e Tobago (TTSE). O inglês de Trindade foi originalmente baseado em um padrão do inglês britânico.

### Espanhol
Devido à proximidade de Trindade e Tobago da costa da Venezuela, o país vem desenvolvendo lentamente uma relação com os povos de língua espanhola, e, portanto, o governo passou a exigir que o espanhol fosse ensinado em todas as escolas secundárias, o que fez com que este idioma ganhasse terreno dia a dia. Especificamente, em 2004, quando o governo nomeou o espanhol como primeira língua estrangeira, lançado em março de 2005. Atualmente o número de falantes de espanhol é estimado em cerca de 5% da população do país.
Os regulamentos governamentais passaram a exigir que o espanhol fosse ensinado para todos os alunos do ensino secundário, e que em um prazo de cinco anos (para 2010) 30% dos funcionários públicos fossem competentes nessa língua. O governo também anunciou que o espanhol, junto com o inglês, se tornaria a segunda língua oficial da nação em 2020.
Em textos antigos é documentado a existência de uma pequena comunidade hispanofalante presente em algumas partes da ilha até no século XX, mas pode ser uma declaração errônea pelo conhecimento da língua por parte dos cidadãos, devido ao comércio com a Venezuela.

## Línguas crioulas

### Crioulos de base inglesa
A principal língua falada em Trindade e Tobago são duas línguas crioulas de base inglesa, o crioulo de Trindade falado principalmente em Trindade e o crioulo de Tobago que é a principal língua falada em Tobago. Ambas as línguas possuem elementos africanos; Eles também foram influenciados pelo francês, crioulo francês (patuá) e hindi. Estas línguas crioulas são comumente faladas apenas em situações informais, e não têm um sistema de escrita padronizada.

### Crioulo de base francesa
O crioulo francês de Trindade é um patoá francês falado em Trindade por descendente dos falantes de crioulos franceses migrantes das Antilhas Francesas. Apesar deste crioulo já ter sido a língua mais difundida na ilha, atualmente é raramente usada.

## Outras línguas
Em Trindade e Tobago são são faladas várias outras como o hindi que é falado pelos indo-trinitários, que é amplamente utilizado na música popular do país. Também a maioria dos recém-chegados indianos de fala boiapuri. Estão sendo feitas tentativas para preservar esta língua, incluindo a promoção de uma forma musical indo-trinitários denominada de pichakaree, que normalmente é cantada em uma mistura de inglês, hindi e boiapuri.